# Amir Nour
Amir Nour (arabe : امير نور ; 1936 - 2021) est un sculpteur et universitaire soudanais-américain. Ses œuvres ont été exposées aux États-Unis et à l'étranger, notamment au Royaume-Uni, en Allemagne, en France, à Cuba et aux Émirats arabes unis.
Après avoir obtenu des diplômes de l'université de Londres, de l'université Yale et de l'université de St. Andrews, il a travaillé et enseigné les beaux-arts à Chicago, où il a vécu jusqu'à la fin de sa vie en 2021.

## Biographie

### Études au Soudan
Amir Ibrahim M. Nour naît à Chendi, à 150 kilomètres au nord de Khartoum, la capitale du Soudan, le 26 avril 1936.
En 1957, Nour est diplômé de l'École des Beaux-Arts et des Arts appliqués de Khartoum (en), après quoi il devient professeur d'art de 1958 à 1959 et de 1963 à 1965,.

### Études en Angleterre puis aux États-Unis
Il étudie ensuite la sculpture et l'art africain à la Slade School of Fine Art de l'université de Londres, d'où il ressort diplomé en 1962, puis obtient un doctorat au Royal College of Art de Londres en 1966,. Dans cette ville, il rencontre puis épouse Ann Morrison, originaire d'Édimbourg, kinésithérapeute à l'Institut de rééducation Schwab et, à partir de 1980, directrice de la médecine de rééducation à l'hôpital ostéopathique de Hyde Park, à Chicago ; ils ont une fille, Amna.
En 1967, il obtient une bourse de la Fondation Rockefeller pour poursuivre ses études de sculpture et de lithographie à l'université Yale aux États-Unis, qu'il achève avec une licence et une maîtrise en Beaux-Arts en 1969,.

### Carrière à Chicago
Après cela, Nour devient professeur d'art aux City Colleges of Chicago (en).
Amir Nour rencontre Jeff Donaldson (en) et se rapproche de l'AfriCOBRA (en), bien que l'approche minimaliste de Nour soit incompatibles avec les idées esthétiques d'AfriCobra.
En 2006, il prend un congé sabbatique et obtient un doctorat en histoire de l'art africain de l'université de St. Andrews en Écosse.
Retraité mais toujours actif, Amir Nour meurt à son domicile de Chicago à l'âge de 85 ans en 2021.

## Œuvre
Amir Nour a fréquemment choisi des formes géométriques liées à l'histoire, à l'environnement et à la tradition du Soudan, liées à la culture nubienne et à la culture afro-islamique du pays,. Ses sculptures, réalisées avec des matériaux tels que le béton, la fibre de verre ou l'acier, sont abstraites et minimalistes, faisant référence aux animaux, aux paysages et à l'architecture de son pays natal. Nour aime rappeler que les Africains étaient minimalistes bien avant que cela ne devienne une technique. Son travail reflète sa capacité à intégrer des méthodes, des techniques, des formes et des idées tirées de son expérience de Soudanais vivant en Occident.
Les œuvres de Nour ont été présentées à l'international, dans des musées et à travers des publications. Certaines de ses sculptures appartiennent à la collection du Musée national d'Art africain de Washington. En 2002, le PS1 Contemporary Art Center du Museum of Modern Art à New York a exposé les sculptures de Nour dans The Short Century: Independence and Liberation Movements in Africa, 1945-1994, une exposition importante explorant la culture africaine à travers l'art, le cinéma, la photographie, le graphisme, l'architecture, la musique, la littérature et le théâtre.
De 2016 à 2017, la Sharjah Art Foundation (en) a organisé la rétrospective Amir Nour: Brevity is the Soul of Wit: A Retrospective (1965-present),. Elle couvre 50 ans de carrière et présente Nour comme une figure internationale non seulement dans l'art africain, mais aussi au sein des mouvements mondiaux d'art contemporain.

## Expositions notables
- Grazing at Shendi [Pâturage à Shendi], sculpture composée de 202 pièces en acier, Musée national d'Art africain du Smithsonian Institute, Washington (1969)[2].
- 74th Annual Exhibition by Artists of Chicago and Vicinity [74e exposition annuelle des artistes de Chicago et des environs] (collective), Art Institute of Chicago, Chicago (1973)[8]
- Horned Gate, Musée des Beaux-Arts, St. Petersburg (Floride, 1974)[3]
- The Short Century: Independence and Liberation Movements in Africa, 1945–1994 [Le siècle court : mouvements d’indépendance et de libération en Afrique, 1945-1994], Villa Stuck, Munich/Maison des cultures du monde, Berlin (2001) et Museum of Modern Art, New York (2002)[5]
- Creative Impulses/Modern Expressions - Four African Artists [Impulsions créatives/Expressions modernes - quatre artistes africains] : Skunder Boghossian, Rashid Diab, Mohammed Omer Khalil, Amir Nour, Centre d'études et de recherche africaines, université Cornell, Ithaca (1993)[8].
- Seven Stories About Modern Art in Africa [Sept histoires sur l'art moderne en Afrique] (collectif), Whitechapel Gallery, Londres (1995)[8].
- Mohammad Omer Khalil, etchings, Amir I.M. Nour, sculpture Mohammad Omer Khalil, eaux-fortes, Amir I.M. Nour, sculpture], Musée national d'Art africain du Smithsonian Institute, Washington (1994-1995)[8].
- Transatlantic Dialogue: Contemporary Art In and Out of Africa [Dialogue transatlantique : L'art contemporain en Afrique et hors d'Afrique] (collectif), Ackland Art Museum (en), Chapel Hill (1999-2000)[2],[8]
- Amir Nour: Brevity is the Soul of Wit: A Retrospective (1965-present) [La brièveté est l'âme de l'esprit : une rétrospective (1965-présent)], Sharjah Art Foundation (en), Charjah, Émirats arabes unis (2016)[6].

## Collections publiques
- États-Unis
  - Musée national d'Art africain, Smithsonian Institution (Washington)[4]
  - Sculpture paysagère au sud de Chicago[1]
- Maroc
  - Sculptures paysagères pour l'UNESCO
- Collections privées[1]